# Yvonne van Gennipová
Yvonne Maria van Gennipová (* 1. května 1964 Haarlem, Severní Holandsko) je bývalá nizozemská rychlobruslařka.
Na velké mezinárodní akci startovala poprvé v roce 1981, kdy získala bronzovou medaili na Mistrovství světa juniorů. O rok později vybojovala na tomto šampionátu stříbro, debutovala také na seniorském Mistrovství světa ve sprintu, kde skončila čtvrtá. Zúčastnila se Zimních olympijských her 1984, přičemž jejím nejlepším umístěním bylo páté místo v závodě na 3000 m. Na Mistrovství Evropy 1985 získala první seniorskou medaili – stříbrnou. Tento úspěch zopakovala i na následujícím kontinentálním šampionátu. V letech 1985 a 1986 byla rovněž čtvrtá na mistrovstvích světa ve víceboji. V lednu 1986 poprvé nastoupila do premiérového ročníku Světového poháru (SP), v němž největších úspěchů dosáhla následující sezónu, kdy vyhrála celkové hodnocení SP v závodech na 1500 a 3000/5000 m. Roku 1987 podruhé obhájila stříbrnou medaili z Mistrovství Evropy a získala bronz na Mistrovství světa ve víceboji, přičemž na obou těchto šampionátech získala v následujících letech další medaile. Překvapivě vyhrála závody na 1500, 3000 a 5000 m na Zimních olympijských hrách 1988, neboť méně jak dva měsíce před zahájením olympiády si zranila nohu a musela podstoupit operaci. Zúčastnila se i následujících Zimních olympijských her 1992, kde na trati 3000 m dojela jako šestá, „patnáctistovku“ nedokončila a na start distance 5000 m již nenastoupila. Po sezóně 1991/1992 ukončila aktivní závodní kariéru.